# Łysienie

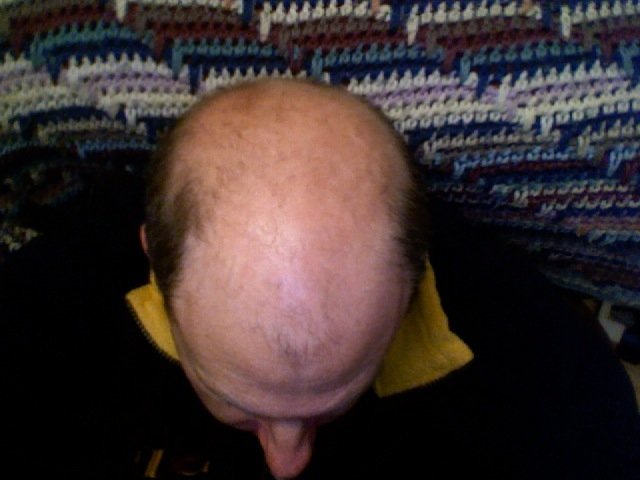
Efekt łysienia na głowie męskiej

Łysienie (łac. alopecia) – objaw chorobowy polegający na postępującym zanikaniu wytwarzania włosa w mieszku włosowym. Proces ten dotyczy włosów na głowie, aczkolwiek nie wszystkie obszary głowy są jemu podatne w jednakowym stopniu. Najczęściej występującym typem łysienia jest łysienie androgenowe. Jest spowodowane wrażliwością mieszka włosowego na pochodną testosteronu – dihydrotestosteron (DHT). Pod jego wpływem mieszek włosowy wytwarza coraz cieńsze i słabsze włosy, sam jednocześnie ulegając zmniejszeniu (miniaturyzacja). Na koniec tego procesu mieszek wytwarza już tylko krótki włos pozbawiony barwnika.

## Przyczyny łysienia
Łysienie, jako stan chorobowy może być zarówno objawem innych dolegliwości, reakcją organizmu na przyjmowane w danej chwili leki bądź stanowić samodzielny zespół chorobowy. W zależności od indywidualnych cech genetycznych pacjenta, łysienie może być stanem dziedziczonym. Określenie konkretnych przyczyn łysienia możliwe jest po uprzednim zbadaniu stanu zdrowia pacjenta, w przypadku wystąpienia dolegliwości towarzyszących – zapoznaniu się z historią choroby, lub po wykonaniu określonych badań (m.in. biopsji skóry głowy). Nie istnieje jedna, uniwersalna przyczyna powodująca możliwość wystąpienia choroby, ponieważ określenie takowej jest nierozerwalnie związane z rodzajem występującej dolegliwości. Wśród najczęściej występujących czynników chorobotwórczych wymienia się stosowanie konkretnych leków (środki antymetaboliczne, środki alkilowe, środki mające na celu zahamowanie mitozy), promieniowanie jonizujące, zatruciem metalami ciężkimi (tal, arsen, ołów), choroby układu dokrewnego, choroby o podłożu autoimmunologicznym, uwarunkowania genetyczne, ostre choroby którym towarzyszy wysoka temperatura, czynniki stresogenne, choroby chroniczne (guzy, toczeń rumieniowaty, erythematosus), zmiany hormonalne, niedobory pokarmowe, zaniedbania higieniczne, zbyt intensywne lub zbyt często stosowane zabiegi kosmetyczne.

## Leczenie łysienia
Leczenie dolegliwości oraz stosowny dobór terapii uzależniony jest bezpośrednio od rodzaju choroby. Przed przystąpieniem do leczenia niezbędne jest dokonanie poprawnej diagnozy stanu chorobowego, jak również określenie przyczyny jego występowania. Z racji na fakt, że nadmierne wypadanie włosów nierzadko jest reakcją organizmu na przyjmowane substancje, przed przystąpieniem do właściwej terapii zalecane jest wyeliminowanie z organizmu ludzkiego czynnika chorobotwórczego. Innym, nierzadko stosowanym rodzajem leczenia jest terapia oparta na zakresie działań chirurgicznych. W zależności od rozwoju choroby oraz od jego rodzaju, stosowane mogą być zabiegi takie jak m.in. jednoczasowe wycięcia, wolne przeszczepy skóry owłosionej, transplantacja włosów, przeszczepy dziurkowane. Nierzadko stosowane jest również leczenie farmakologiczne zakładające podawanie takich substancji jak między innymi minoksydyl. Działanie polega na stymulacji brodawki włosa do proliferacji komórek, zwiększając liczbę włosów w anagenie i redukując w telogenie. Pełni również rolę immunoregulatora w brodawce włosowej. Do leczenia łysienia o podłożu androgenicznym zalecany jest również inhibitor enzymu 5-α-reduktazy (przekształcającego testosteron w jego aktywną formę DHT – dihydroksytestosteron) dutasteryd.
W przypadku dolegliwości o charakterze przejściowym z reguły dobre rezultaty w leczeniu przynosi zmiana nawyków żywieniowych.

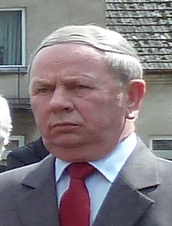
Maskowanie łysienia za pomocą zaczeski (pożyczki)

## Maskowanie łysienia
Wiele osób cierpiących z powodu łysienia odczuwa ogromny ciężar psychiczny z powodu swoich niedoskonałości. Utrata włosów bywa poważnym problemem, który negatywnie wpływa na funkcjonowanie w społeczeństwie. Osoby dotknięte tym problemem mogą unikać miejsc publicznych, zakrywają głowę różnymi nakryciami. Dla tego typu osób powstały środki i preparaty, które mogą skutecznie maskować przerzedzenia, zakola, łysinę. Nie eliminują one problemu wypadania włosów, natomiast sprawiają, że staje się on na jakiś czas niewidoczny. Większość dostępnych środków i kosmetyków zawiera mikrowłókna, które przyczepiają się do niewidocznych dla oka włosów, sprawiając, że włosów zdaje się być więcej oraz że są one grubsze i bardziej atrakcyjne. Jednym ze sposobów maskowania łysienia jest zaczeska (pożyczka) – jest to fryzura, polegająca na zaczesaniu dłuższych włosów na łysiejące miejsca.

## Łysienie w przebiegu ciąży
Innym rodzajem dolegliwości łysienia, niezwiązanym bezpośrednio z możliwością występowania jakiegokolwiek stanu chorobowego czy też przyczyn uwzględniających uwarunkowania genetyczne, jest nadmierne wypadanie włosów będące reakcją organizmu kobiety na stan ciąży. W przypadku ciąży, łysienie ma bezpośredni związek z poziomem estrogenów. W okresie ciąży poziom estrogenu wzrasta, przyczyniając się jednocześnie do zahamowania procesu naturalnego wypadania włosów, co objawia się wypadaniem od 50 do 100 włosów dziennie. Po okresie ciąży poziom hormonów ulega nagłemu obniżeniu, co skutkować może nadmiernym wypadaniem włosów. Stan ten nie wymaga leczenia. Do naturalnego odrostu włosów dochodzi z reguły po upływie sześciu miesięcy od momentu urodzenia dziecka.

## Rodzaje łysienia
- łysienie w przebiegu chemioterapii
- łysienie plackowate
- łysienie androgenowe
- łysienie bliznowaciejące
- łysienie telogenowe
- łysienie całkowite
- trichotillomania
- łysienie okresowe
- łysienie poporodowe
- łysienie pospolite
- łysienie neurotyczne
- łysienie anagenowe
- łysienie dziedziczne
- łysienie wężykowate
- łysienie plackowate rzekome
- łysienie u dzieci
- łysienie męskie
- łysienie rozlane
- łysienie dynamiczne
- łysienie dyfuzyjne